# More & More (мини-альбом)
More & More — девятый мини-альбом южнокорейской гёрл-группы Twice. Был выпущен лейблами JYP Entertainment и Republic Records 1 июня 2020 года, став также первым релизом группы, выпущенным при поддержке Republic, контракт с которым коллектив подписал в начале года.

## Предпосылки и релиз
«Мы хотели выбрать песню, которая отличается от того, что выпускали ранее. Мы обсудили варианты сингла с агентством, и решили, что наилучшим выбором заглавного сингла будет «More & More».»
28 апреля 2020 года, во время пресс-конференции в честь выхода «Twice: Seize The Light» в сотрудничестве с YouTube Originals, Чжихё подтвердила, что камбэк группы состоится 1 июня. 3 мая в официальном Твиттере группы был опубликован баннер с названием будущего сингла — «More & More». 8 мая стартовал предзаказ будущего альбома, включающего в себя три различные версии, а 18 мая был опубликован трек-лист. Альбом был выпущен 1 июня на цифровых и физических носителях в 18:00 по корейскому времени, и в 20:00 состоялась прямая трансляция на YouTube.

## Коммерческий успех
27 мая стало известно, что количество предзаказов альбома достигло отметки в 500 тысяч. В первый день на Hanteo было продано свыше 260 тысяч копий, и группа установила рекорд по количеству проданных копий среди женских групп за первые 24 часа; также они стали первой корейской женской группой, чьи продажи преодолели отметку в 200 тысяч за сутки. 9 июня Gaon подтвердил, что общие продажи составили 550 тысяч копий, что стало рекордом не только в карьере Twice, но и третьим лучшим результатом среди женских групп после The Album (BLACKPINK) и A Letter from Greenland (S.E.S.).
More & More дебютировал на вершине Gaon Album Chart, а все треки с него попали в Gaon Download Chart (одноимённый сингл его возглавил); дебютировал также на вершине Oricon Albums Chart и на 3 месте в Billboard Japan Hot Albums; дебютировал на 25 месте в UK Album Downloads Chart, ознаменовав второе и наивысшее попадание группы в данный чарт; попал на 200 строчку американского альбомного чарта Billboard 200 впервые для коллектива, и Twice стали четвёртой корейской женской группой после Girls’ Generation, 2NE1 и BLACKPINK (пятой, если считать Girls' Generation — TTS), которая смогла попасть в данный чарт; в Top Heatseekers пластинка достигла 3 места и 2 позиции в World Albums Chart, что стало одиннадцатым попаданием в топ-10 для Twice в последнем.
По состоянию на сентябрь 2020 года, в США было продано свыше 100 тысяч копий одноимённого сингла, что стало лучшим результатом в карьере группы.

## Список композиций
Информация взята с официального сайта группы.
| №                   | Название              | Аранжировка                              | Длительность |
| ------------------- | --------------------- | ---------------------------------------- | ------------ |
| 1.                  | «More & More»         | MNEK J.Y.Park Ли Хэ Соль                 | 3:19         |
| 2.                  | «Oxygen»              | Gustafsson                               | 3:45         |
| 3.                  | «Firework»            | Slyberry Ким Чжин Хён Billie Jean (BADD) | 3:13         |
| 4.                  | «Make Me Go»          | Shift K3Y                                | 3:06         |
| 5.                  | «Shadow»              | LDN Noise                                | 2:48         |
| 6.                  | «Don't Call Me Again» | Mack Email                               | 2:53         |
| 7.                  | «Sweet Summer Day»    | Lopez                                    | 3:11         |
| Общая длительность: | Общая длительность:   | Общая длительность:                      | 22:15        |

## Чарты
| Чарт (2020)                              | Высшая позиция |
| ---------------------------------------- | -------------- |
| Бельгия/Фландрия (Ultratop)              | 87             |
| Бельгия/Валлония (Ultratop)              | 115            |
| Япония (Billboard Japan)                 | 3              |
| Япония (Oricon)                          | 1              |
| Польша (ZPAV)                            | 7              |
| Республика Корея (Gaon)                  | 1              |
| Великобритания (UK Digital Albums Chart) | 25             |
| США (Billboard 200)                      | 200            |
| США (Heatseekers Albums, Billboard)      | 3              |
| США (Billboard World Albums)             | 2              |

## Сертификации
| Регион                                                       | Сертификация  | Продажи  |
| ------------------------------------------------------------ | ------------- | -------- |
| Республика Корея (KMCA)                                      | 2× Платиновый | 500 000^ |
| * Данные о продажах приведены только на основе сертификации. |               |          |